# محمد علي كمال الدين
محمد علي كمال الدين الحسيني (1900 - 1966) صحفي وأديب وتربوي وكاتب عراقي.

## حياته وعمله
ولد محمد علي عيسى آل كمال الدين الحسيني في النجف سنة 1900 في عائلة شريفة. درس على والده وغيره من العلماء وتفرّغ لدراسة العربية والمنطق.

إشترك شاباً في ثورة سنة 1920 فكان من محرري جريدة الاستقلال و الفرات. التحق بدار المعلمين الابتدائية في بغداد عام 1921 وعيّن بعد تجرّجه معلماً في المدارس الابتدائية فمدير مدرسة فمدرساً في المدارس الثانوية فملاحظاً لمجلة المعلم الجديد حتى تقاعد سنة 1959 وتوفي ببغداد سنة 1966.

## مؤلفاته
له رسائل ومحاضرات ومقالات كثيرة نشرت في الصحف والمجلات العربية والعراقية وأول مقال كتبه عام 1919 في مجلة اللسان البغدادية وأنشد الشعر أيضاً. من مؤلفاته منشورة:
- سعد صالح : 1949
- ذكرى السيد عيسى آل كمال الدين: 1957.
- التطوّر الفكري في العراق: 1960.
- تيسير العربية: 1961.
- معلومات ومشاهدات في الثورة العراقية الكبرى لسنة 1920 : 1971.

آثاره المخطوطة:
- النجف في ربع قرن: مخطوطة.
- رحلة إلى سورية ولبنان.
- كتاب في علم المنطق.
- رسالة الأمة العربية.